# Дарбазакум
Дарбазаку́м (каз. Дарбазақұм) — село у складі Панфіловського району Жетисуської області Казахстану. Входить до складу Айдарлинського сільського округу.
Населення — 533 особи (2021; 597 у 2009, 440 у 1999, 360 у 1989).